# KOI-428
KOI-428 — звезда, которая находится в созвездии Лебедя на расстоянии около 8806 световых лет от нас. Вокруг звезды обращается, как минимум, одна планета.

## Характеристики
KOI-428 представляет собой субгигант, превосходящий по массе и размерам Солнце в 1,48 и 2,13 раз соответственно. Температура поверхности составляет около 6510 кельвинов. Возраст звезды оценивается приблизительно в 2,8 миллиарда лет. Название звезды представляет собой аббревиатуру KOI — Kepler Object of Interest («объект интереса для телескопа Kepler»), то есть звезда входит в список обнаруженных телескопом Kepler кандидатов, имеющих планеты.

## Планетная система
В 2010 году группой астрономов было анонсировано открытие планеты KOI-428 b в этой системе. Учёные пользовались данными, полученными орбитальным телескопом Kepler, которые были выложены в свободный доступ. Планета представляет собой газовый гигант с массой и радиусом, равными 2,2 и 1,17 юпитерианских соответственно. Она обращается по круговой орбите на расстоянии 0,08 а. е. от родительской звезды, совершая полный оборот за 6,8 суток.